# ココナッツクリーク

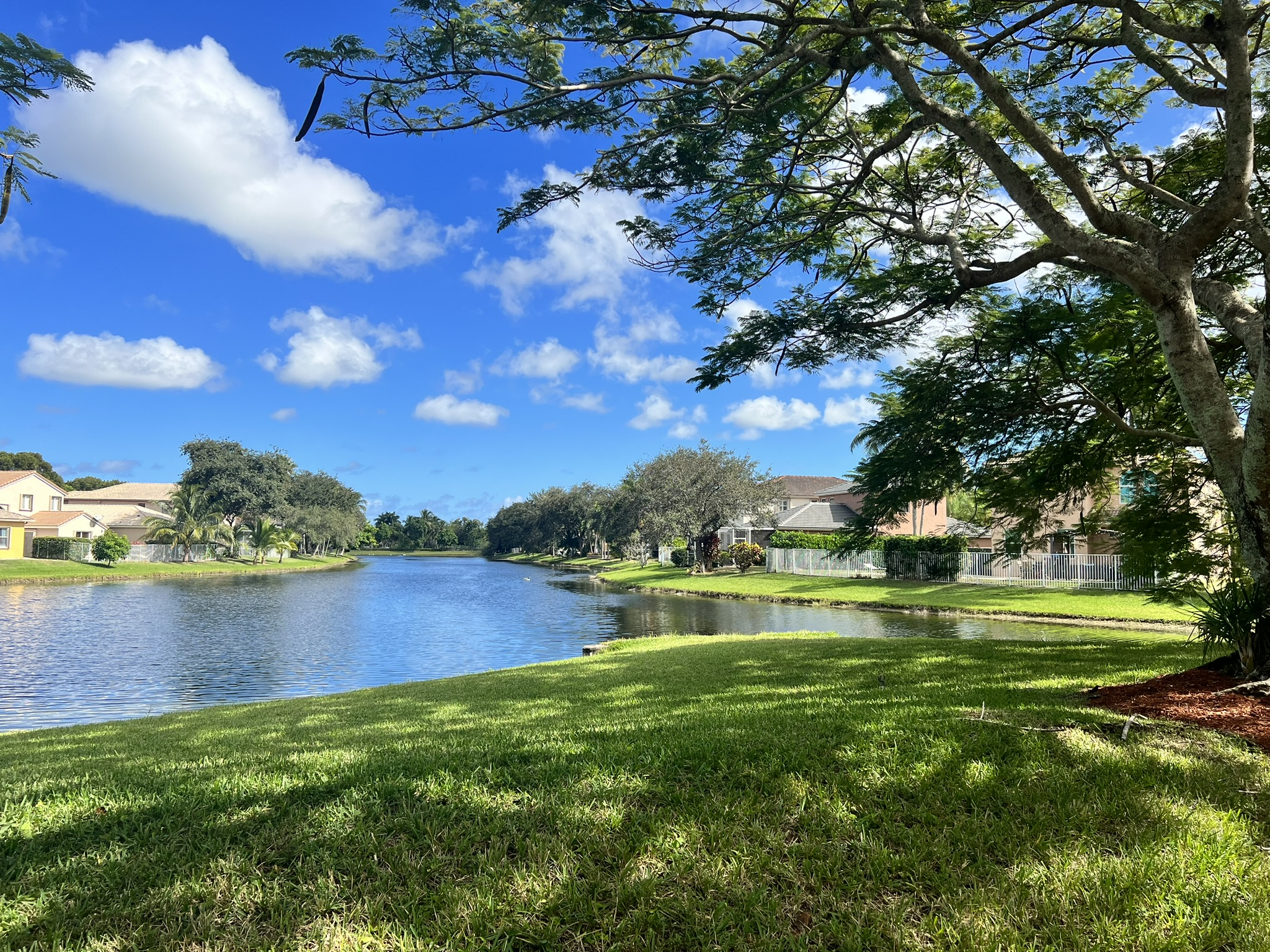

ココナッツクリーク（英: Coconut Creek）は、アメリカ合衆国フロリダ州のブロワード郡にある都市。人口は5万7348人（2022年推計）。マイアミ都市圏の一部である。

## 概要

ブロワード郡内の位置

1967年にポンパノビーチから分離し、法人化した。市域面積は31平方キロメートル。座標は、北緯26度16分30秒 西経80度11分5秒 / 北緯26.27500度 西経80.18472度。

## 施設
- 総合格闘技のアメリカン・トップチーム本部が立地している。

- 常時20,000匹を超える蝶が飼育され、年間を通して150種以上の蝶が観察できる世界で最も大きな飼育園であるバタフライワールドの本拠地があることから「世界の蝶の首都」(Template:Lnag-en-short) の愛称で呼ばれる[2][3]。